# Алиев, Вагиф Мазахир оглы
Алиев Вагиф Мазахир оглы (31 июля 1940, Баку — 13 августа 2021, Баку) — азербайджанский актёр театра и кино, Народный артист Азербайджана (2002).

## Жизнь и деятельность
Вагиф Алиев получил образование в средней школе № 199. В 1958 году начал трудовую деятельность в Азербайджанском государственном драматическом театре, сначала выступая на массовых сценах, затем играя в эпизодических ролях. В 1962 году поступил в Театральный институт имени М. А. Азизбекова, после чего был призван на военную службу, а затем продолжил образование.
В 1968 году был направлен на службу в Сумгаитский государственный драматический театр, где он трудился в течение 33 лет, создавая более 100 образов в различных спектаклях. В 1990 году ему было присвоено звание «Заслуженный артист». С 2000 года работал в театре Бакинской муниципалитета. Вагиф Мазахир оглу Алиев успешно исполнил роли в таких пьесах, как «Надир Шах» Н. Нариманова, «Возвращение» Дж. Джаббарлы, «Мертвые» Дж. Джаббарлы, «Одиночные женщины» А. Неси и многих других, завоевав признание зрителей.
Труды артиста были высоко оценены государством в 2002 году, и ему было присвоено звание «Народного артиста Азербайджана».
Вагиф Мазахир оглу Алиев скончался 13 августа 2021 года в возрасте 81 года от сердечной недостаточности.

## Фильмография
1. «Всадник на белом коне» (1995) (полнометражный художественный фильм) — роль: армянин[4]
2. «Yük» (1995)[4]
3. «Biz qayıdacağıq» (2007)[4]
4. «Sovqat» (2009)